# 利季夫卡 (希里亞葉韋區)
47°20′18″N 30°22′11″E / 47.33833°N 30.36972°E
利迪夫卡（烏克蘭語：Лідівка）是位於烏克蘭西南部的村莊，由敖德萨州贝雷济夫卡区的舊馬亞基市鎮負責管轄。該村始建於1924年，面積0.41平方公里，海拔高度151米，2001年人口106，人口密度每平方公里258.54人。